# Adolph Tackert
Adolph Christian Alexander Tackert, auch Adolf Tackert (* 2. September 1831 in Hagenow; † 3. September 1911 in Schwerin) war ein deutscher Forstmann.

## Leben
Adolph Tackert wurde als Sohn des Amtsregistrators Adolph Friedrich Christian Tackert geboren. Ein Bruder war der Schweriner Bürgermeister Karl Tackert. Nach dem Besuch des Gymnasiums in Rostock von 1847 bis 1850 absolvierte er bis 1853 eine Forstlehre in Gelbensande. 1853/54 folgte der Besuch der Forstakademien in Tharandt und Gießen. Nach seinem Studium war Adolph Tackert von 1855 bis 1862 in den Forsten Warin, Gelbensande, Goldberg, Bützow, Lassan, Lutheran und Dargun tätig. 1862 wechselte er als Forstgeometer in die Vermessungskommission Schwerin. Von 1872 bis 1884 arbeitete er als Förster in Quast. 1884 wurde Tackert zum Forstinspektor ernannt und war bis 1903 Vorstand der Forstvermessungs- und Forsteinrichtungskommission. 1893 erhielt er den Titel Forstmeister. 1903 ging er in den Ruhestand. Aus diesem Anlass erhielt er den Hausorden der Wendischen Krone. 
Ab 1867 war er Forstsachverständiger im Bürgerausschuss Schwerin. Adolph Tackert gehörte 1873 zu den Gründungsmitgliedern des Vereins Mecklenburgischer Forstwirte, dessen Schriftführer er von 1873 bis 1877 war. Von 1881 bis 1891 war er dessen Zweiter Vorsitzender. Er war weiter Mitglied des Mecklenburgischen Geometervereins und ab 1903 Mitglied des Vereins für mecklenburgische Geschichte und Altertumskunde.

## Schriften
- General-Tabelle von den Großherzoglich Mecklenburg-Schwerinschen Cameral-Forsten (1895 unter seiner Leitung erschienen)
- Wirtschaftsergebnisse der Großherzoglich Mecklenburg-Schwerinschen Kameral-Forsten (1900/01–1911/12)
- Die Arbeiterfrage mit specieller Beziehung auf die forstlichen Verhältnisse Mecklenburgs (1875)
- Erachten über den forstlichen Wirthschaftsplan der Vorderstadt Parchim, de 1875/76, resp. 1877/78, über die auf Grund desselben geführte Wirthschaft (1889).